# Coeburn
Coeburn est une municipalité américaine située dans le comté de Wise en Virginie. Selon le recensement de 2010, Coeburn compte 2 139 habitants.

## Géographie
Coeburn se trouve dans les Appalaches, au sud-ouest de la Virginie.
La municipalité s'étend sur 2,07 milles carrés (5,36 km2).

## Histoire
La localité est d'abord nommée Guest Station en l'honneur de Christopher Gist. Elle devient une municipalité en 1894 et adopte le nom de Coeburn, formé à partir des noms de W. W. Coe, ingénieur du Norfolk and Western Railway, et W. E. Burns, juge local.

## Démographie
Selon l'American Community Survey de 2018, la population de Coeburn est blanche à 95 % et afro-américaine à 5 %. Le revenu médian par foyer y est de 31 667 dollars, largement inférieur à celui de la Virginie (71 564 dollars) ou des États-Unis (60 293 dollars). Coeburn connaît parallèlement un taux de pauvreté élevé, à 34,9 % contre 10,7 % dans l'État et 11,8 % dans le pays,.